# 新しい私になれ!/ヤッタルチャン
「新しい私になれ!/ヤッタルチャン」（あたらしいわたしになれ!/ヤッタルチャン、英題：Be the new me!/Yattaruchan）は、スマイレージのメジャー14枚目のシングル。2013年7月3日にアップフロントワークス（hachamaレーベル）から発売された。

## 概要
- 本人たち初の両A面シングル。本作以降のシングルは何れもカップリング曲無しの複数曲A面シングルとして発売。
- 基本的な表題曲となる「新しい私になれ!」はこれまでの本人たちの楽曲にない大変クールでシリアスかつ、ハイスピード感あふれる短調のメロディを用いたアップテンポのEDM風の曲調となっており、歌詞の内容に全くタイプの異なる2人が登場し、両者とも今の自分がもどかしく、生まれ変わる願望を持つ心境をテーマとしている。
- もう一方の表題曲となる「ヤッタルチャン」も同様、生まれ変わる願望を持つ心境をテーマとした楽曲だが前者とは対照的に（本人たちの）メジャー2ndシングル『○○ がんばらなくてもええねんで!!』などに見られる本人たちらしい明るいコメディータッチの曲調となっている。この楽曲では狂言回しとなっている同グループのメンバーである大阪出身の中西香菜による大阪弁を絡めた歌詞となっている[3]。
- 初回生産限定盤A・B・C・D、通常盤の5形態での発売。
- 初回生産限定盤A・B・CはCD+DVD、初回生産限定盤D・通常盤はCDのみの商品構成。
- 初回生産限定盤のみ、イベント抽選シリアルナンバーカード封入。
- ジャケットデザインにはメジャー4枚目のシングル『ショートカット』以来となる「S/mileage」ロゴが再び採用されている。

## 収録曲（全盤共通）
全作詞・作曲：つんく
1. 新しい私になれ!
編曲：江上浩太郎
2. ヤッタルチャン
編曲：大久保薫
3. 新しい私になれ!（Instrumental）
4. ヤッタルチャン（Instrumental）

初回生産限定盤A付属DVD
1. 新しい私になれ！（Music Video）
2. 新しい私になれ！（Dance Shot Ver.）

初回生産限定盤B付属DVD
1. ヤッタルチャン（Music Video）
2. ヤッタルチャン（Dance Shot Ver.）

初回生産限定盤C付属DVD
1. 新しい私になれ！（Close-up Ver.）
2. ヤッタルチャン（Close-up Ver.）
3. メイキング映像

## 参加メンバー
- 1期：和田彩花、福田花音
- 2期：中西香菜、竹内朱莉、勝田里奈、田村芽実

## 参加ミュージシャン
新しい私になれ!
- キーボード&プログラミング：江上浩太郎
- コーラス：和田彩花・福田花音・竹内朱莉・CHINO

ヤッタルチャン
- キーボード&プログラミング：大久保薫
- コーラス：和田彩花・福田花音・竹内朱莉・田村芽実・CHINO